# Sonidero Nacional
El Sonidero Nacional es un colaborativo musical originario de Monterrey. Fusionan diferentes estilos de música como el hip hop, el reggae y la música electrónica con los ritmos tropicales de cumbia colombiana, vallenato, ska y afrobeat, creando así una nueva forma de cumbia internacional. Son pioneros del movimiento musical llamado la Avanzada regia. Han aparecido en escenarios como el festival Vive Latino 2007 en la Ciudad de México y el Festival Internacional de Puebla. Una de sus canciones más reconocidas es el tributo que hicieron a la agrupación de música norteña Bronco, Grande de Cadera, que salió en el álbum Tributo al más grande junto a varios otros covers realizados por varios grupos mexicanos.
Además son muy reconocidos por los remixes que han hecho de varias canciones populares como por ejemplo «Perfecta», originalmente interpretada por Miranda!. Y por sus colaboraciones con otros artistas y bandas, como en su paticipación junto a Jarabe de Palo y Julieta Venegas para la versión realizada al tema principal en la música Original de la Película Asesino en serio «El listón de tu pelo» de Los Ángeles Azules.